# Don't Cha
Singles de The Pussycat Dolls
Sway (2004) Stickwitu (2005)
Don't Cha est une chanson écrite par Cee Lo Green et originellement interprétée par Tori Alamaze (en). Par la suite The Pussycat Dolls l'ont fait connaître au grand public.

## Classements hebdomadaires
Version des Pussycat Dolls
| Classements (2005-2006)                 | Meilleure position |
| --------------------------------------- | ------------------ |
| Allemagne (GfK Entertainment)           | 1                  |
| Australie (ARIA)                        | 1                  |
| Autriche (Ö3 Austria Top 40)            | 2                  |
| Belgique (Flandre Ultratop 50 Singles)  | 1                  |
| Belgique (Wallonie Ultratop 50 Singles) | 4                  |
| Danemark (Tracklisten)                  | 2                  |
| Écosse (OCC)                            | 1                  |
| États-Unis (Billboard Hot 100)          | 2                  |
| États-Unis (Hot Dance Club Songs)       | 1                  |
| Finlande (Suomen virallinen lista)      | 7                  |
| France (SNEP)                           | 6                  |
| Irlande (IRMA)                          | 1                  |
| Italie (FIMI)                           | 5                  |
| Norvège (VG-lista)                      | 1                  |
| Nouvelle-Zélande (RMNZ)                 | 1                  |
| Pays-Bas (Single Top 100)               | 2                  |
| Royaume-Uni (UK Singles Chart)          | 1                  |
| Royaume-Uni (UK R&B Chart)              | 1                  |
| Suède (Sverigetopplistan)               | 5                  |
| Suisse (Schweizer Hitparade)            | 1                  |

### Vidéo musicale
Le clip de « Don't Cha » a été filmé pendant la semaine du 11 avril 2005 par Paul Hunter. Lors d'une interview avec MTV News, Scherzinger a expliqué que la vidéo mettait l'accent sur la confiance et le plaisir. « Les paroles sont : 'Don't Cha wish your girlfriend was hot like me', mais si vous regardez le clip, il s'agit d'être qui vous êtes, de vous amuser et d'avoir confiance en vous - et de vous sentir sexy. Il ne s'agit pas tant d'être sexy... même si être sexy est important. » Scherzinger a également félicité Busta Rhymes pour leur collaboration sur le tournage du clip, en disant : « Busta Rhymes est plutôt costaud, mec. Il est tellement amusant. Il est si humble et il vous fait vous sentir bien. Quand vous êtes avec lui, vous vous sentez magique. [...] Nous sommes tellement reconnaissants que [Busta] l'ait fait et qu'il en ait fait partie avec nous."
La vidéo commence avec les Pussycat Dolls qui font une course de dragsters sur des jeeps, dont une Ford Bronco dans un cours d'eau abandonné. Ensuite, on voit le groupe arriver à une fête souterraine où ils font différentes activités comme sauter sur un trampoline. La vidéo est entrecoupée de séquences de gros plans des filles et de Rhymes interprétant la chanson, tandis que des routines de danse improvisées sont présentées sur le refrain. Inspirée de la pole dance, la routine de danse comprend également un mouvement appelé le slutdrop. Le clip est crédité comme étant à l'origine du slutdrop, qui est devenu plus tard populaire parmi les artistes féminines contemporaines. Tout au long de la vidéo, Scherzinger est vue portant un sweat à capuche sur lequel sont gravés les paroles de la chanson tandis que les autres membres portent « des minijupes à peine visibles et des ventres nus ». La créatrice des Pussycat Dolls, Robin Antin, et le producteur de la chanson, CeeLo Green, font des apparitions vers la fin.

## Reprises
Don't Cha a été reprise en 2005 par The Pussycat Dolls, en single de leur premier album PCD, puis en 2009 par le groupe The Baseballs, en version Rockabilly (style années 1950).

## Utilisations
Sauf indication contraire, les informations mentionnées dans cette section peuvent être confirmées par le générique de fin de l'œuvre audiovisuelle présentée ici, ainsi que par la base de données cinématographiques IMDb,  présente dans la section « Liens externes ».
- 2016 : Éperdument de Pierre Godeau - musiques additionnelles